# Centaurea vavilovii
Espèce
Statut de conservation UICN

 CR B1ab(i,ii,iii,v)+2ab(i,ii,iii,v) : 
En danger critique
Centaurea vavilovii est une espèce de plantes à fleurs de la famille des Astéracées, endémique d'Arménie.

## Répartition et habitat
C'est une plante herbacée endémique du Caucase en Arménie. Elle pousse dans les steppes de montagne entre 1 800 et 2 000 m d'altitude.